# 398 a. C.
El año 398 a. C. fue un año del calendario romano prejuliano. En el Imperio romano se conocía como el Año del Tribunado de Potito, Medulino, Lactucino, Fidenas, Camilo y Cornuto (o menos frecuentemente, año 356 Ab urbe condita).

## Acontecimientos

### Sicilia
- Dionisio, tirano de Siracusa, rompe su tratado de paz con Cartago y ataca a las ciudades cartaginesas en la esquina occidental de Sicilia que había sido debilitada por la peste. Hay una masacre de cartagineses en muchas de estas ciudades. Motia, con su bella bahía, es atacada y capturada.

### Resto del mundo
- Llega a Jerusalén el maestro y escriba Esdras, enviado por la comunidad judía de Babilonia con el fin de introducir las reformas que terminen de una vez con la falta de disciplina religiosa en Jerusalén. Esdras es considerado como el segundo fundador (después de Moisés) de la nación judía, tras la cautividad de Babilonia.[1]

## Fallecimientos
- Amirteo Faraón de Egipto.
- Parisátide, hija de Artajerjes I y reina de Persia por su matrimonio con Darío II